# Everyday/Peggy Sue
Everyday/Peggy Sue è un noto singolo di Buddy Holly, pubblicato nel 1957.

## Descrizione
Entrambi i brani sono tratti dall'album Buddy Holly.
Everyday  è stata inserita dalla rivista Rolling Stone al 238º posto nella classifica delle 500 migliori canzoni di tutti i tempi. Tra gli artisti che ne hanno inciso delle cover vi sono James Taylor, Don McLean, John Denver.
Peggy Sue è stata inserita dalla rivista Rolling Stone al 197º posto nella classifica delle 500 migliori canzoni di tutti i tempi e la National Public Radio l’ha inclusa nella lista delle cento canzoni americane più importanti del XX° secolo. Premiata con il Grammy Hall of Fame Award, il museo Rock and Roll Hall of Fame l'ha inserita nell'elenco delle 500 canzoni che hanno formato il rock and roll.. Tra gli artisti o i gruppi che hanno eseguito il brano come cover vi sono John Lennon, New Riders of the Purple Sage, The Beach Boys, The Hollies e Waylon Jennings.

## Tracce
LATO A
1. Everyday – 2:05 (Buddy Holly e Norman Petty; edizioni musicali Southern Music)

LATO B
1. Peggy Sue – 2:29 (Jerry Allison e Norman Petty; edizioni musicali Southern Music)